# Gorilla Jones
William Landon „Gorilla“ Jones (* 12. Mai 1906 in Memphis, USA; † 4. Januar 1982 in Los Angeles, USA) war ein US-amerikanischer Boxer im Mittelgewicht.

## Profikarriere
Im Jahre 1924 begann er erfolgreich seine Profikarriere. Am 25. Januar 1932 boxte er gegen Oddone Piazza um den Weltmeistertitel des Verbandes NBA (die NBA wurde im Jahre 1962 in WBA umbenannt) und gewann durch technischen K. o. in Runde 6. Im selben Jahr verteidigte Jones diesen Gürtel mit einem einstimmigen Punktsieg über Young Terry und verlor ihn an den Franzosen Marcel Thil durch Disqualifikation in der 11. Runde in einem auf 15 Runden angesetzten Kampf.
Sein letzter Kampf, welchen er über 10 Runden durch einstimmige Punktrichterentscheidung gegen Vern Earling verlor, fand Ende Mai im Jahre 1940 in Kellogg, Idaho, USA statt.
Im Jahre 2009 fand Gorilla Jones Aufnahme in die International Boxing Hall of Fame.